# Бессонова, Ульяна Александровна
Ульяна Александровна Бессонова (род. 18 октября 1990, Пенза) — российская самбистка и дзюдоистка, призёр чемпионатов России и Европы, мастер спорта России.

## Биография
С детства отличалась энергичностью и неугомонностью. Была полной противоположностью своему спокойному, старшему брату. Отец Ульяны отвёл дочь на дзюдо, чтобы её активность находила выход. Ульяна стала успешной в своей секции дзюдоисткой. Тренера Ульяны убедили её родителей, чтобы те сделали упор на её спортивной карьере. В итоге в 16 лет Ульяна перевелась в училище олимпийского резерва. Под руководством тренера Олега Голованова переквалифицировалась в самбистку. В 2008 году на своем первом чемпионате мира среди юниоров Ульяна заняла второе место. На взрослом первенстве Европы в 2014 году была третьей. Ульяна Бессонова одна из наиболее сильных спортсменок Пензенской области.
Окончила факультет физического воспитания. По собственному признанию:
В салоны хожу редко, потому что свободного времени практически нет: сборы, тренировки, турниры... В одежде тоже придерживаюсь полуспортивного стиля, подходящего к моим широким плечам и борцовской походке. Дома в шкафу пылится классное вечернее платье, но надевать его доводится очень редко, если только у друзей какой-нибудь праздник. А ведь мне, как и любой девушке, хочется выглядеть женственно, настоящей королевой.

## Спортивные результаты
- Всероссийская Спартакиада школьников 2005 года, дзюдо — ;
- Первенство мира по самбо среди юниоров (2008 год, Ташкент) — ;
- Чемпионат России по самбо среди женщин 2013 года — ;
- Чемпионат России по самбо среди женщин 2014 года — ;
- Чемпионат России по самбо 2015 года — ;